# 本因坊道知
本因坊 道知（ほんいんぼう どうち、1690年〔元禄3年〕 - 1727年7月28日〔享保12年6月10日〕）は江戸時代の囲碁棋士。五世本因坊。生国は江戸。本姓は神谷。本因坊道策門下、名人碁所。法名は日深。

## 経歴
父は本郷元町に住み、御小人目付小頭役を勤めた十郎衛門。8歳で囲碁を始め、10歳で道策の門下となる。道策は道的、策元と二人の跡目が夭逝した後に、道知の才能を見て跡目に擬し、1702年（元禄15年）の臨終において13歳の道知を本因坊家の家督を継がせるとともに、井上道節因碩を後見として道知の育成を託した。道知は同年の御城碁に初出仕し、林玄悦門入に先で7目勝ちとする。翌年の御城碁では、四段格で安井仙角に先で5目勝ち。これで道節は道知に六段の力ありと見て、1705年（宝永2年）の御城碁で六段の仙角に互先の手合割を申し入れるが、仙角は承知しなかったため道知先相先で争碁となり、この御城碁を第1局として翌年にかけて道知が3連勝して、仙角は互先の手合を了承した。この争碁は「宝永の争碁」と呼ばれる。1706年に道節と定先での十番碁を打って3勝6敗1ジゴ。この翌年には道知先相先で七番を打ち、道知勝ち越しにより七段を認められ、道節は後見を解く。
1710年に琉球国中山王の貢使随員の屋良里之子と向三子で対戦して勝ち、この時に屋良に免状発行するために道節を碁所に推す。その後1719年（享保4年）の道節死後、1720年に他の家元三家に働きかけて、準名人（八段）に推薦されてこの年の御城碁では井上策雲因碩に向先の手合となり、続いて翌1721年に井上、林両家の推薦を受けて名人碁所となる。
1722年（享保7年）に甥の井口知伯を跡目とする。1727年死去。本妙寺に葬られた。
道知は道策の実子であったという説もある。また門下の長谷川知仙は安井仙角跡目となるが、早世した。将棋も強く、六段と言われ、七段の因理という者に香落ちで勝った際には、その場にいた大橋宗桂、安井仙角らから「盤上の聖」と讃えられたという。

## 御城碁戦績
- 1702年(元禄15年) 先番7目勝 林玄悦門入
- 1703年(元禄16年) 先番5目勝 安井仙角
- 1704年(宝永元年) 白番2目勝 林玄悦門入
- 1705年(宝永2年) 先番1目勝 安井仙角
- 1706年(宝永3年) 白番5目負 安井仙角
- 1707年(宝永4年) 先番6目勝 井上因節
- 1708年(宝永5年) 白番2目負 井上因節
- 1709年(宝永6年) 先番5目勝 安井仙角
- 1710年(宝永7年) 白番2目負 安井仙角
- 1711年(正徳元年) 先番5目勝 林朴入門入
- 1712年(正徳2年) 白番2目負 林朴入門入
- 1713年(正徳3年) 先番5目勝 井上因節
- 1714年(正徳4年) 先番3目負 井上因節
- 1715年(正徳5年) 先番5目勝 安井仙角
- 1716年(享保元年) 白番2目負 安井仙角
- 1717年(享保2年) 先番5目勝 井上因節
- 1718年(享保3年) 先番3目負 林朴入門入
- 1719年(享保4年) 先番5目勝 林朴入門入
- 1720年(享保5年) 白番ジゴ 井上策運因碩

ただしこれらの成績は、他家元三家当主に対して互先の手合にて道知の先番は5目勝ち、白番では2、3目負けと、判で押したように結果が決まっており、道知が本気で対局した碁は稀であったと言われている。また道知が他三家に名人碁所就位を望んだ際には、御城碁にて「合議的作碁及び譲歩等の交渉に応ぜず、道知一人は実際力量の有らん限り対局すべし」と迫ったともされている。特に名人推薦が決まって御止碁となる前の1720年の最後の御城碁の棋譜は、146手目までが1697年の本因坊道策と熊谷本碩の碁とまったく同じものになっていることも、そういった作為を示しているとも見られる。

## 傅信録
過去に本因坊家屋敷で火災があった際に古文書が焼失していたため、道知の代に門人の高橋友碩、堀部因入によって再調査と編集が行われ、1706年に「傅信録」として完成した。本因坊一世算砂から四世道策までの事蹟が記録されている。

## 碁将棋事績の取調
1726年（享保11年）に寺社奉行黒田豊前守より囲碁、将棋の由来について調査を指示され、碁については家元四家に松久寺住職込山忠左衛門を加えて調書を作成し、道知が提出した。

## 新撰碁経訴訟
道策の門人であった小倉道喜という者が、その後秋山仙朴を名乗り、1720年（享保5年）に大阪で「新撰碁経大全」を出版した。これを1725年に再版した際の序文に「今道策流學者予外無」とあったのを京都在住の三世本因坊道悦が見て道知に知らせ、道知はこれを「法外」であると寺社奉行に訴え出て、同書は絶版、仙朴は十日間の戸締に処せられた。